# Rhopalomyces magnus
Rhopalomyces magnus är en svampart som beskrevs av Berl. 1892. Rhopalomyces magnus ingår i släktet Rhopalomyces och familjen Helicocephalidaceae.   Inga underarter finns listade i Catalogue of Life.